# Elecciones a la Cámara de Representantes de Filipinas de 2019
Las elecciones de la Cámara de Representantes de Filipinas de 2019 se realizaron para la 35ª elección trienal celebrada en Filipinas para decidir el 18º Congreso de Filipinas . Todos los escaños fueron disputados. Éstas se celebraron el 13 de mayo de 2019 junto a las elecciones al senado filipino.

## Sistema electoral
El sistema electoral filipino utiliza el voto paralelo para sus elecciones en la cámara baja. Actualmente hay 297 escaños en la casa; De estos, 238 son representantes de distrito y 59 son representantes de la lista de partidos. La ley exige que haya un representante de la lista de partidos por cada cuatro representantes de distrito. Los representantes de distrito son elegidos bajo el sistema de votación de pluralidad de distritos de un solo miembro. Los representantes de la lista de partidos se eligen a través de la votación nacional con un umbral de elección del 2%, con un límite máximo de 3 escaños. El partido en la elección de la lista de partidos con más votos generalmente gana tres escaños, los otros partidos con más del 2% de los votos, dos escaños, y los partidos con menos del 2% de los votos ganan un escaño cada uno.